# واگذاری امپراتوری ژاپن ۲۰۱۹

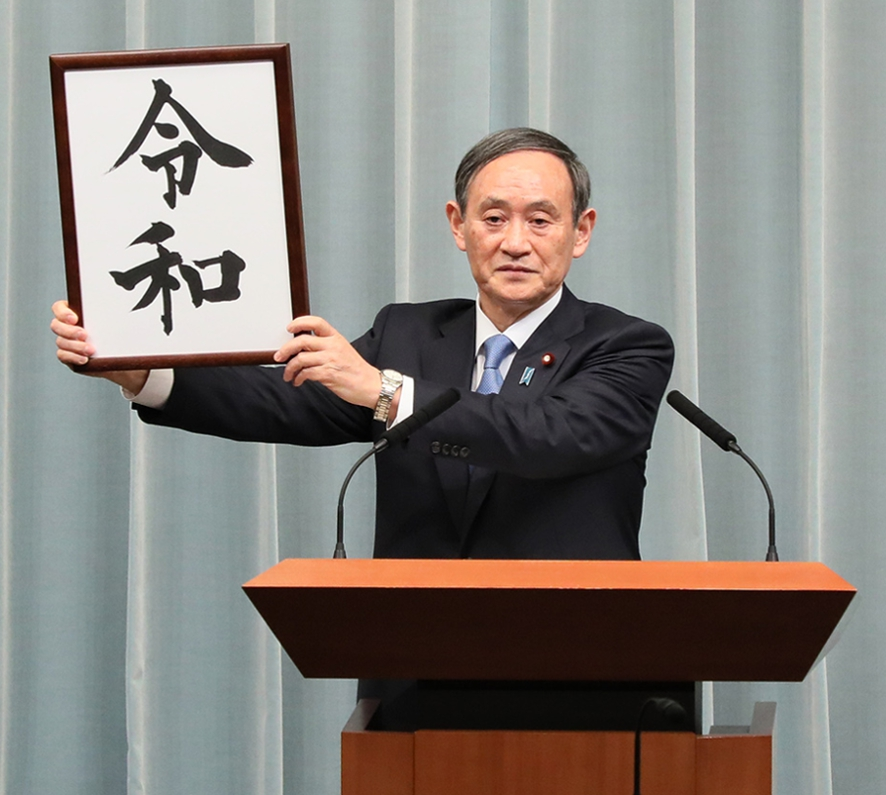
دبیر ارشد کابینه ژاپن، یوشیهیده سوگا عصر جدید امپراتوری ریوا را به مطبوعات اعلام کرد.

واگذاری امپراتوری ژاپن ۲۰۱۹ (انگلیسی: 2019 Japanese imperial transition)، در ۳۰ آوریل ۲۰۱۹ زمانی که آکی‌هیتو ۸۵ ساله از تخت پادشاهی ژاپن پس از ۳۰ سال سلطنت، کناره‌گیری
کرد، رخ داد. او به اولین امپراتور ژاپن تبدیل شد که پس از امپراتور کوکاکو در سال ۱۸۱۷ این کناره‌گیری را انجام داد. این اقدام نشان‌دهنده پایان دوره هیسه‌ای و آغاز دوره ریوا بود و جشن‌های متعددی در پی آن انجام شد که منجر به به قدرت رسیدن پسر ارشد و جانشین او، امپراتور ناروهیتو شد. بر تخت نشستن امپراتور ژاپن در ۲۲ اکتبر ۲۰۱۹ برگزار شد. سر کوچکتر آکی‌هیتو، فومی‌هیتو، شاهزاده آکی‌شینو، برادر وارث مقدر است. هزینه این مراسم ۱۶٫۶ میلیارد ین بود.

## امپراتور و قانون اساسی

### پس زمینه
در سال ۲۰۱۰، امپراتور آکیهیتو به شورای مشورتی خود اطلاع داد که در نهایت مایل است از سمت خود بازنشسته شود. اما هیچ اقدامی از سوی اعضای ارشد دفتر خاندان امپراتوری انجام نشد. در ۱۳ اوت ۲۰۱۶، پخش ملی ان‌اچ‌کی گزارش داد که امپراتور می‌خواهد در عرض چند سال به نفع پسر ارشدش، ولیعهد ناروهیتو کناره‌گیری کند. مقامات ارشد در داخل دفتر خاندان امپراتوری وجود برنامه رسمی برای کناره‌گیری پادشاه را رد کردند. استعفای احتمالی توسط امپراتور مستلزم اصلاح قانون خاندان امپراتوری است که هیچ مقرراتی برای چنین اقدامی ندارد.
در ۸ اوت ۲۰۱۶، امپراتور در یک سخنرانی تلویزیونی نادر، بر بالا رفتن سن و کاهش سلامتی خود تأکید کرد. این خطاب به عنوان دلالتی از قصد وی برای کناره‌گیری تعبیر شد.

### قانونگذاری
دفتر کابینه (ژاپن) یاسوهیکو نیشیمورا را به‌عنوان معاون بزرگ آژانس خانوار سلطنتی منصوب کرد. در اکتبر ۲۰۱۶، دفتر کابینه هیئتی از کارشناسان را برای بحث در مورد کناره‌گیری امپراتور منصوب کرد. در ژانویه ۲۰۱۷، کمیته بودجه مجلس نمایندگان به‌طور غیررسمی دربارهٔ ماهیت قانون اساسی این کناره‌گیری بحث و گفتگو کرد.
در ۱۹ مه ۲۰۱۷، لایحه ای که به آکیهیتو اجازه می‌داد از سلطنت کناره‌گیری کند، توسط هیئت دولت ژاپن صادر شد. در ۸ ژوئن ۲۰۱۷، دایت ملی آن را به تصویب رساند و به دولت اجازه داد تا روند واگذاری این سمت را به ناروهیتو آغاز کند. این بدان معناست که قانون خاندان امپراتوری برای اولین بار از سال ۱۹۴۹ تغییر کرد. استعفا رسماً در ۳۰ آوریل ۲۰۱۹ پذیرفته و انجام شد.
او پس از کناره‌گیری، عنوان «جوکو» Jōkō (上皇, Emperor Emeritus)، مخفف دایجو تننو (太上天皇)} را دریافت کرد، و همسرش امپراتریس، تبدیل شد «جوکوگو» Jōkōgō (上皇后, Empress Emerita).

## شورای خاندان امپراتوری
در ۱ دسامبر ۲۰۱۷، شورای خاندان امپراتوری، که در ۲۴ سال گذشته تشکیل جلسه نداده بود، این کار را به منظور برنامه‌ریزی مراسم مربوط به اولین انتقال قدرت پس از دو قرن انجام داد.
شورای خاندان امپراتوری متشکل از نخست‌وزیر ژاپن، رئیس مجلس نمایندگان (ژاپن) از مجلس نمایندگان (ژاپن)، رئیس مجلس شوراها (ژاپن) مجلس مشاوران،
مباشر بزرگ دفتر خاندان امپراتوری، رئیس دیوان عالی ژاپن و یک قاضی دیوان عالی ژاپن و دو عضو دودمان یاماتو. فومی‌هیتو، شاهزاده آکی‌شینو، پسر کوچک‌تر امپراتور، که از او خواسته شد اقدام در پی رد صلاحیت قضایی، استعفا خود را به‌عنوان ولیعهد بعدی انجام دهد. ماساهیتو، شاهزاده هیتاچی برادر کوچکتر امپراتور ۸۲ ساله جایگزین او به عنوان ولیعهد شد. یکی دیگر از اعضای خانواده امپراتوری همسر هیتاچی، هاناکو، شاهدخت هیتاچی بود.